# عصاره نخل اره‌ای
عصاره نخل اره‌ای (به انگلیسی: Saw palmetto extract) عصارهٔ میوهٔ سرینو ریپنز (به انگلیسی: Serenoa repens) است و سرشار از اسیدهای چرب و فیتوسترول (به انگلیسی: Phytosterol) می‌باشد. این گیاه در درمان هایپرپلازی خوش‌خیم پروستات استفاده می‌شود، هرچند تحقیقات بی‌فایده بودن این دارمان را نشان می‌دهد.